# Keith Coogan
Keith Eric Mitchell (Palm Springs, California, 13 de enero de 1970), conocido como Keith Coogan, es un actor estadounidense, nieto de Jackie Coogan, considerado la primera estrella infantil del cine.

## Biografía
Comenzó a actuar en 1975, con tan solo 5 años. Durante los años 70 apareció en numerosas series de televisión como The Waltons, Vacaciones en el mar, La isla de la fantasía, Laverne and Shirley, Mork & Mindy, Eight is Enough, El coche fantástico, ¡Ay! cómo duele crecer  y Silver Spoons. En 1986 cambió su nombre a Keith Coogan, dos años después de la muerte de su abuelo. 
Coogan ha protagonizado películas tales como Aventuras en la gran ciudad, Un toque de infidelidad,  Hiding Out, Cheetah, Una Aventura en la Selva, Operación: soldados de juguete, Book of Love y Don't Tell Mom the Babysitter's Dead.
En los últimos años ha aparecido en algunas películas para televisión y de estreno directo en DVD, como Python y Soulkeeper y en alguna serie como Joan de Arcadia, Diagnóstico Asesinato o Cuentos de la cripta.